# NGC 241
NGC 241 là một cụm sao mở nằm trong chòm sao Đỗ Quyên. Nó nằm trong Đám mây Magellan nhỏ.  Nó được phát hiện vào ngày 11 tháng 4 năm 1834 bởi John Herschel.